# Fanny camina
Fanny camina és una pel·lícula dramàtica argentina del 2021 dirigida per Alfredo Arias i Ignacio Masllorens.
La cinta va ser nominada a millor direcció d'art, millor disseny de vestuari i millor maquillatge i perruqueria en la 71° edició dels Premis Cóndor de Plata.

## Argument
Des de la seva trobada amb Eva Perón fins a la mort de la icona, des de la seva fascinació per la causa peronista fins a la persecució que va sofrir després de la Revolució Alliberadora, l'estrella de cinema Fanny Navarro rememora la seva vida mentre recorre els carrers del Buenos Aires actual. La pel·lícula no està ambientada ni en els anys 50 ni en el present; se situa en la intersecció del cinema del temps i l'expectativa, mirant del present al passat i del passat al futur. Les figures fantasmals semblen atrapades en una època (el peronisme) de la qual el present no pot alliberar-se. La pel·lícula és una oda melancòlica i ensoñadora al cinema i a Buenos Aires, però no és en absolut retrospectiva, sinó que reclama una sortida cap a un futur polític.

## Repartiment
- Alejandra Radano com Fanny Navarro
- Nicola Costantino com Eva Duarte de Perón
- Marcos Montes com Esteban
- Fabián Minelli com Paco Jamandreu
- Marta Lubos com La mare
- Manuel Martínez Sobrado com Juan Duarte
- Adriana Pegueroles com Malisa Zini
- Fanny Bianco com Perla Mux
- Jorge Priano com El Chancho Apold
- Carlos Felisatti com Juan Domingo Perón
- Francesca Bab Andryseca com Fanny nena
- Ignacio Rodríguez de Anca com Locutor de ràdio
- Abril Lis Varela com Núvia

## Premis i nominacions
| Premi                                         | Data               | Categoria                        | Nominat                             | Resultat  | Ref.  |
| --------------------------------------------- | ------------------ | -------------------------------- | ----------------------------------- | --------- | ----- |
| Premis Cóndor de Plata                        | 22 de maig de 2023 | Millor direcció d’art            | Alfredo Arias Ignacio Masllorens    | Nominat   | [ 2 ] |
| Premis Cóndor de Plata                        | 22 de maig de 2023 | Millor disseny de vestuari       | Fabián Luca                         | Nominat   | [ 2 ] |
| Premis Cóndor de Plata                        | 22 de maig de 2023 | millor maquillatge i perruqueria | Coni Pasqualicchio Sebastián Correa | Nominat   | [ 2 ] |
| Festival de Cinema Llatinoamericà de Biarritz | 2021               | Premi del Públic                 | Alfredo Arias Ignacio Masllorens    | Guanyador | [ 4 ] |
| BAFICI                                        | 2022               | Millor pel·lícula                | Alfredo Arias Ignacio Masllorens    | Nominat   | [ 5 ] |